# Dänische Fußballnationalmannschaft (U-23-Frauen)
Die dänische Fußballnationalmannschaft der U-23-Frauen (dänisch: U23-kvindelandsholdet) repräsentiert die Dansk Boldspil Union im internationalen Juniorinnenfußball. Die Mannschaft wird vom Trainer der A-Nationalmannschaft aufgestellt. Sie spielt nur unregelmäßig, zumeist gegen andere skandinavische Mannschaften, da die wenigsten nationalen Verbände eine U-23-Mannschaft aufstellen und es keine regelmäßigen Turniere gibt. Bisher hat die Mannschaft nur Freundschaftsspiele bestritten. Es gab auch noch keine Spiele gegen die deutsche U-23-Mannschaft. Zwischen 1991 und 2006 existierte eine dänische U-21-Frauennationalmannschaft, die auch am Nordic Cup teilnahm.